# Union de Transports Aériens
A Union des Transports Aériens (UTA) foi uma companhia aérea francesa que foi incorporada à Air France em 1990.

## Atentado de 1989
Em 19 de setembro de 1989, o DC-10 do voo UT-772 Brazzaville-Paris foi alvo de um atentado terrorista patrocinado pelo governo da Líbia.  O avião  explodiu sobre Níger, matando todos os 156 passageiros e 15 tripulantes.